# Naściszowa (Nowy Sącz)
Naściszowa – część miasta Nowy Sącz, położona na północy miasta, przy samej granicy miasta.
W czasach autonomii galicyjskiej Naściszowa stanowiła podmiejską gminę w Bezirk Neu-Sandec. 3 czerwca 1911 do gminy Naściszowa przyłączono przysiółek Roszkowice z gminy Gołąbkowice (którą jednocześnie zasilono o obszar zniesioneh gminy Chruślice).
Do 1977 roku była to południowa część wsi Naściszowa z Grabową w gminie Nowy Sącz, włączona 2 lutego 1977 do Nowego Sącza (125 ha). Pozostałą część Naściszowej włączono tego samego dnia do gminy Chełmiec.